# 范照藜
范照藜（1755年—1837年），字乙青， 號井亭，河南河内縣（今沁陽市）人，清朝政治人物，進士出身。
乾隆五十八年（1793年）癸丑科二甲。官安徽定遠縣知縣。因虧空庫項被革職。撰有《春秋左传释人》。

## 著作参考
- 春秋左传释人（六）（清）范照藜撰，古籍中国[]
- 春秋左传释人 第02册 卷二至卷四（清）作者范照藜，如不及斋，南京大学图书馆藏，华夏古籍电子书城，PDF[]